# Rue Jean Lambotte
La rue Jean Lambotte (en néerlandais: Jean Lambottestraat) est une rue bruxelloise de la commune de Woluwe-Saint-Pierre qui va de l'avenue de Biolley à la rue Alphonse Balis sur une longueur totale de 300 mètres.

## Historique et description

### Origine du nom
Le nom de la rue vient de Jean Hyppolyte Lambotte, médecin, né le 10 janvier 1885 à Woluwe-Saint-Pierre, sous lieutenant mort le 18 février 1918 à Jette lors de la première guerre mondiale.